# Antonia z Brescji
Antonia z Brescji wł. Antonia Guainari (ur. 1407, zm. 1507) – błogosławiona kościoła katolickiego, zakonnica dominikańska.
Urodziła się w r. 1407 i w młodym wieku wstąpiła do dominikanek w Brescii. Gdy skończyła 40 lat, wybrano ją na przełożoną w domu zakonnym w Ferrarze. Tamże bardzo podniosła podupadający klasztor, który stał się wzorem gorliwości dla innych ośrodków zakonnych. Wskutek oszczerstw została zdjęta ze stanowiska przełożonej i przydzielono jej najprostsze powinności. W późniejszym czasie doceniono ponownie jej wyrzeczenia i umartwienia. Zmarła mając sto lat i od tego czasu zaczęto otaczać ją czcią nieprzerwaną do dziś. Pamiątka błogosławionej Antonii przypada 27 października.